# Leschenaultia halisidotae
Leschenaultia halisidotae är en tvåvingeart som beskrevs av Brooks 1947. Leschenaultia halisidotae ingår i släktet Leschenaultia och familjen parasitflugor. Inga underarter finns listade i Catalogue of Life.